# Masatoši Nakajama
Masatoši Nakajama (japonsky 中山 正敏 Nakajama Masatoši) (1913–1987) byl japonský karatista.
Moderní karate v Japonsku má mnoho osobností, které se zapsaly do dějin karate a díky nimž má tento styl současnou podobu. Jednou z nich je i Masatoši Nakajama, který inicioval vytvoření pravidel pro volný zápas a právem mu náleží označení „autor sportovního karate“.

## Život v datech
- 1913 - narodil se v rodině vojenského lékaře
- 1932 - začal studovat pod vedením „otce moderního karate“, mistra Gičina Funakošiho
- 1937 - v rámci výměnného studijního pobytu odcestoval do Pekingu, kde na tamní univerzitě studoval čínská bojová umění
- 1946 - vrátil se do Tokia
- 1949 - spolu s ostatními mistry založil Japan Karate Association
- 1957 - zorganizoval první otevřené mistrovství Japonska v karate
- 1987 - zemřel v Japonsku, až do své smrti působil jako hlavní instruktor Japan Karate Association

## Životopis
Masatoši Nakajama se narodil v Tokiu roku 1913 v rodině vojenského lékaře, který byl pokračovatelem starého samurajského rodu učitele šermu. Od dětství byl vychováván v duchu bušidó - samurajského morálního kodexu. V mládí začal studovat kendó a několik stylů čínských bojových umění, s nimiž se seznámil na Tchaj-wanu, kde byl jeho otec služebně. Do Tokia se vrátil na přání rodičů.
Měl studovat medicínu, aby pokračoval ve šlépějích svého otce i dědečka. Bez vědomí rodičů se však zapsal na Univerzitu Takošuku, kde se rozhodl studovat čínskou historii a jazyk. Právě tam také začal roku 1932 studovat karate pod vedením mistra Gičina Funakošiho.
Funakoši chtěl v Japonsku vyučovat karate jako prostředek ke zdokonalování fyzické i psychické odolnosti svých žáků. Snad právě proto získal přezdívku „otec moderního karate“. Mistr Gičin Funakoši se snažil vyjít požadavku svých japonských studentů vstříc a od roku 1943 začal vyučovat na svých trénincích také různé formy řízených zápasů, kdy měli útočník i obránce určeny své útočné i obranné techniky. Toto zápasové vyžití však plně nespokojovalo Funakošiho nejvyspělejší žáky. Mezi ně patřil Masatoši Nakajama, který později inicioval vytvoření pravidel pro volný zápas.

## Pobyt v Číně
Nakajamu vždycky fascinovala čínská kultura, ke které neodmyslitelně patří provozování různých druhů tradičních čínských bojových umění. V roce 1933 navštívil jako turista Mandžusko, kde se zajímal o historii rozvoje bojového umění kung-fu, a to všech jeho škol. Pochopil totiž, že karate a kung-fu má mnoho společného. Dal si za úkol toto propojení podrobně prozkoumat. Využil proto v roce 1937 možnost výměnného studijního pobytu a odcestoval do Pekingu, kde po dobu pěti let pilně studoval na tamní univerzitě čínské bojové styly.

## Zpět v Japonsku
Do Tokia se Nakajama vrátil až v roce 1946. Svou vlast našel ve zbídačeném stavu, mnoho škol zničila válka. Ve stejném roce navíc zemřel i jeho syn Jošitaka, který z pověření svého otce vedl výuku karate v Tokiu. Jošitaka Funakoši, na rozdíl od svého otce, po dobu svého působení na postu vedoucího instruktora realizoval výuku karate zaměřenou více na konfrontaci bojových schopností. Sám Gičin Funakoši se vrátil z Okinawy až v roce 1948.
Protože po válce Spojené státy jakoukoliv výuku bojových umění zakázaly, podnikl Nakajama společně s ostatními mistry karate několik pokusů, aby mohli karate opět vyučovat na univerzitách. To se podařilo až v roce 1949. Gičin Funakoši se vrátil sice v 1948 z Okinawy, ale kvůli pokročilému věku se nemohl ujmout byť jen metodického vedení výuky karate.
Pověřil proto tímto úkolem svého nejvyspělejšího žáka Šigeru Egamiho. Ten důsledně následoval Funakošiho vizi praktikování neagresivního, a tím nezávodního karate, čímž se dostal do rozporu s žáky svého předchůdce Jošitaky Funakošiho.

## Japan Karate Association
Jako důsledek tohoto rozporu Masatoši Nakajama, Isao Obata a Hidetaka Nišijama ještě v roce 1949 založili Japan Karate Association. Jejich cílem bylo posunout karate do oblasti sportu, vypracovat systém pravidel pro závodní karate a vyškolit instruktory. Sám Nakajama byl tvůrcem prvního návrhu pravidel pro volný zápas. Filozofií se jeho pravidla podobala co nejvíce reálnému boji. Například se bojovalo bez rozdílu hmotností. Při zápase se nepoužívaly žádné chrániče na ruce a nohy. Zvítězil ten, kdo provedl účinnou útočnou techniku na nekrytou část těla protivníka, nebo kterou protivník nedokázal odblokovat. V turnaji nemohl pokračovat nikdo, kdo už byl jednou poražen, neboť by to v reálném boji znamenalo protivníkovu smrt. Po představení pravidel pro volný zápas se hnutí karate v Japonsku ihned rozdělilo na dva tábory. Jedni pravidla přivítali jako pozitivní signál pro rozšíření karate jako sportu i mimo Japonsko. Druzí tuto snahu však odsoudili, neboť se podle nich odkloňovala od původní filozofie karate směřující ke komplexnímu rozvoji karatistů. Tvorba pravidel pro ně byla předzvěstí úzkých specializací při honbě za sportovními výsledky. Sám „otec moderního karate“ Funakoši pravidla neschválil. Celý svůj život se obával toho, aby karate nemohlo být zneužíváno k realizaci násilí na jinou osobu. A právě možnost volných zápasů, byť podle jakýchkoliv pravidel, pro tuto možnost žáky karate, dle obav Funakoshiho, připravuje.
Masatoši Nakajama však šel za svým cílem s neochvějným přesvědčením, že se ubírá správným směrem. Po vytvoření pravidel pro volný zápas vypracoval pravidla pro uskutečňování soutěží v předvádění sestav karate. Za tímto účelem vydal několik publikací, ve kterých tyto sestavy ve spolupráci s ostatními učiteli karate popsal a sjednotil jejich předvádění. Instruktoři Japan Karate Association následně šířili principy tréninkové metody Nakayamy po japonských univerzitách. Nakayama byl rovněž organizátorem prvního otevření mistrovství Japonska v karate v roce 1957. Od tohoto roku se začala psát historie sportovního karate v Japonsku a následně i ve světě.

## Závěr

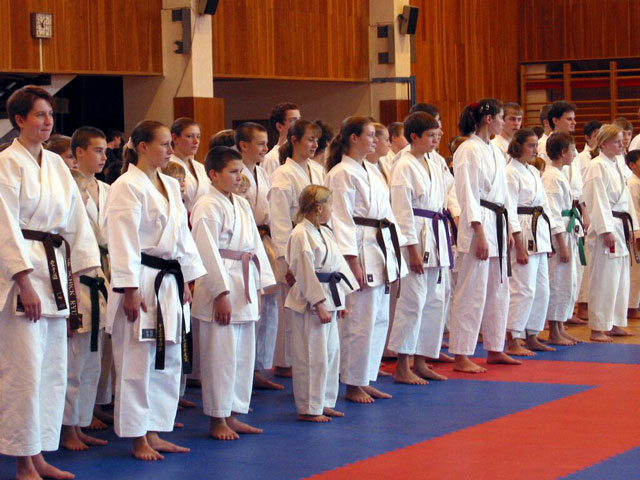
Foto sportu

Sportovní karate od roku 1957 proběhlo bouřlivým vývojem. Vzniklo několik celosvětových organizací, které se od sebe liší hlavně pravidly pro volný zápas. Někde se závodí ve váhových kategorií, jinde zase na počet na vyšší či neomezený počet získaných bodů. Jiné organizace povolují opravné zápasy. Karate se snaží od roku 1969 zařadit do programu olympijských her. Karate se stalo sportovním fenoménem 20. století.
Masatoši Nakayama zemřel v roce 1987. Až do smrti působil jako hlavní instruktor Japan Karate Association. Tak jako se zcela právem mluví o Gičinu Funakošim jako o „otci moderního karate“, mělo by být jméno Masatoši Nakajama spojeno s přezdívkou „autor sportovního karate“.